# Kunágota
Kunágota è un comune dell'Ungheria di 3 015 abitanti (dati 2001) . È situato nella contea di Békés.